# Goh Kupanjee
Goh Kupanjee är ett berg i Indonesien.   Det ligger i provinsen Aceh, i den västra delen av landet, 1 800 km nordväst om huvudstaden Jakarta. Toppen på Goh Kupanjee är 292 meter över havet.
Terrängen runt Goh Kupanjee är kuperad söderut, men norrut är den platt. Terrängen runt Goh Kupanjee sluttar norrut.Runt Goh Kupanjee är det ganska glesbefolkat, med 34 invånare per kvadratkilometer. I omgivningarna runt Goh Kupanjee växer i huvudsak städsegrön lövskog.